# Bobodolsko jezero
Bobodolsko jezero je bivše jezero u Hrvatskoj. Nalazilo se u Nacionalnom parku Krki, na rijeci Krki.

## Opis
Mjesto nekadašnjeg jezera udaljeno je od Knina 9 km. Jezero se je nalazilo iznad slapa Bilušića buka. Jezero je svoju prvotnu veličinu izgubilo prigodom zahvata kad se četiri puta smanjilo slapište Bilušića buka. Tima četirima prigodama je snižena jedna od stuba tog slapišta, prva, ujedno i najveća. Sniženje se izvelo smanjenjem sedrene pregrade miniranjem. Razlog je bio da bi se spriječilo učestalo poplavljivanje Kninskog polja koje se zbivalo za kišnih razdoblja. Posljedica je da se je smanjila razina vode u uzvodnom toku, kanjon je dobio nove livade, a jezero je zapravo nestalo. 

## Vanjske poveznice
- Destinacije[neaktivna poveznica] Slapovi Krke, slap Bilušića buk